# 大麦地岩画符号
大麦地岩画符号是60年代在宁夏大麦地发现的一组岩画刻划，带有显著的游牧民族的风格，可能是斯基泰人或匈奴人的杰作。有媒体宣称这可能是甲骨文的前身。